# IC 1797
IC 1797 је спирална галаксија у сазвјежђу Ован која се налази на листи објеката дубоког неба у Индекс каталогу.
Деклинација објекта је + 20° 23' 44" а ректасцензија 2h 25m 27,9s. Привидна величина (магнитуда) објекта IC 1797 износи 14,7 а фотографска магнитуда 15,4. IC 1797 је још познат и под ознакама UGC 1880, MCG 3-7-10, CGCG 462-10, ARAK 83, IRAS 02226+2010, PGC 9205.